# تخدير فرجي
تخدير فرجي ويُسمى أيضًا تخدير إحْصاري فرجي، هو من أشكال التخدير الموضعي، ويستعملُ عادةً في ممارسات طب التوليد لتقليل الألم أثناء ولادة الطفل بواسطة الملقط. يساعد تخدير العصب الفرجي على منع حدوث الإغماء أثناء التوليد باستعمال الملقط، حيثُ كان هذا الأمر شائعًا قبل التعرف على تخدير العصب الفرجي. يتم التخدير عبر تخدير العصب الفرجي بالقرب من الشوكة الإسكية في الحوض.
سُميَّ التخدير الفرجي بهذا الاسم لأنَّ المادة المُخدرة الموضعية مثل الليدوكائين والكلوروبروكائين، تُحقن في النفق الفرجي، وهو المكان الذي يتواجد فيه العصب الفرجي. يؤدي التخدير الفرجي إلى تخفيف الألم سريعًا من العجان والفرج والمهبل. غالبًا ما يُجرى التخدير الفرجي في المرحلة الثانية من المخاض وذلك قبل ولادة الطفل مباشرةً، حيثُ يخفف الألم حول المهبل والمستقيم لأنَّ الطفل يولد عبر قناة الولادة. يُمكن استعمال التخدير الفرجي أيضًا في بضع الفرج. يُفضل غالبًا استعمال الليدوكائين في التخدير الفرجي؛ وذلك لأنهُ يستمر لفترةٍ أطول من الكلوروبروكائين والذي يستمر لأقل من ساعة.